# Melancolia e Carnaval
Melancolia e Carnaval é o décimo primeiro álbum de estúdio do cantor brasileiro Rogério Skylab; a segunda parte de sua assim chamada "Trilogia dos Carnavais". Foi lançado de forma independente em 2014, e contou com participações dos músicos Romulo Fróes e Jards Macalé, e da escola de samba Estação Primeira de Mangueira.
"Cogito" é um poema de Torquato Neto musicado por Skylab. "Palavras São Voláteis" foi regravada de seu álbum de estreia Fora da Grei. "Hino Americano", como evidenciado pelo título, é cantada à melodia do hino nacional dos Estados Unidos, "The Star-Spangled Banner". Um videoclipe foi feito para esta faixa.
O álbum pode ser baixado gratuitamente no site oficial de Skylab.

## Recepção
Melancolia e Carnaval recebeu críticas positivas desde seu lançamento. Mauro Ferreira, do blog Notas Musicais, classificou-o com 3,5 estrelas de 5, afirmando que o álbum "equilibra o tradicional e o incomum" e que é "belamente estranho". Rafael Sartori do Território da Música chamou-o de "surpreendente", "coerente" e "simplista de um jeito positivo", dando-o 3 estrelas de 5. Raul Lima de Albuquerque do Coliseu de Ideias falou do álbum de forma favorável, chamando-o de "elegante e sutil". Marcelo Costa do Scream & Yell chamou-o de "poético e melódico", elogiando as participações de Jards Macalé e Romulo Fróes. Por fim, classificou-o com 8 estrelas de 10. Escrevendo para o Yahoo! em 2015, o crítico Regis Tadeu incluiu Melancolia e Carnaval no rol de "cinco ótimos álbuns que revitalizam a música brasileira".
Em fins de dezembro de 2014, o UOL organizou uma enquete requisitando que seus leitores votassem nos melhores álbuns do ano; Melancolia e Carnaval apareceu em primeiro lugar na categoria "MPB".

## Faixas
Todas as faixas escritas e compostas por Rogério Skylab, com exceção de "Cogito", por Torquato Neto. 
| N.º | Título                                             | Duração |  |
| 1.  | "Elegante, Decadente" (part. Romulo Fróes)         | 3:04    |  |
| 2.  | "Beira do Cais"                                    | 4:05    |  |
| 3.  | "Palavras São Voláteis"                            | 5:02    |  |
| 4.  | "Hino Americano"                                   | 3:13    |  |
| 5.  | "Cogito" (part. Jards Macalé)                      | 2:58    |  |
| 6.  | "Desmanchar"                                       | 3:41    |  |
| 7.  | "Aqui Todo Mundo É Preto"                          | 4:31    |  |
| 8.  | "Tudo É Tão Deprê"                                 | 4:14    |  |
| 9.  | "Eu Corro"                                         | 4:31    |  |
| 10. | "Curador"                                          | 2:59    |  |
| 11. | "Vamos Esquecer" (part. Velha Guarda da Mangueira) | 4:06    |  |

## Créditos
- Rogério Skylab – vocais, produção
- Alexandre Guichard – violão
- Luiz Antônio Gomes – violão (faixa 7), baixo, teclado, mixagem, masterização
- Jards Macalé – voz adicional, violão (faixa 5)
- Romulo Fróes – voz adicional (faixa 1)
- Velha Guarda da Mangueira – voz adicional (faixa 11)
- Bruno Coelho – bateria, percussão
- Thiago Martins – guitarra
- Samuel Ramos – trombone (faixa 7)
- Solange Venturi – arte de capa